# سده ۸ (میلادی)
سدهٔ هشتم میلادی یا قرن هشتم میلادی، در تقویم گریگوری به فاصلهٔ سال‌های ۷۰۱ تا ۸۰۰ میلادی گفته می‌شود.
| سده‌ها: | سده ۷ - سده ۸ - سده ۹                   |
| دهه‌ها: | ۷۰۰ ۷۱۰ ۷۲۰ ۷۳۰ ۷۴۰ ۷۵۰ ۷۶۰ ۷۷۰ ۷۸۰ ۷۹۰ |

## رویدادها
- در آغاز سده؛ نخستین دولت صرب پایه‌ریزی‌شد.
- کلیله و دمنه به سریانی و عربی برگردان‌شد.
- برآمدن شاهزاده‌نشین‌های موراویا و نیترا در اروپای مرکزی.
- بلغارهای ولگا به اسلام گرویدند.
- کانم-بورنو در شمال دریاچه چاد پدیدآمد.
- نقطه اوج تمدن مایا در دوران کلاسیک پیش از درونشد اروپائیان.
- ۷۰۱ (میلادی)؛ راه‌اندازی قانون تائیهو در ژاپن.
- ۷۰۵ (میلادی)؛ فرمانروایی امپراتیس وو تستیان نخستین و تنها زنی که به تنهایی بر چین فرمان‌راند به پایان رسید.
- ۷۱۰ (میلادی)؛ شهبانو گمی پایتخت را به نارای کنونی برد و اینچنین دوره نارا در این کشور آغاز شد.
- ۷۱۱ (میلادی)؛ عرب‌های مسلمان نزدیک به همه شبه‌جزیره ایبری را گشودند و به فرمانروایی ویزیگوت‌ها بر آن سامان پایان‌دادند.
- ۷۷۵-۷۶۳ (میلادی)؛ شورش آن‌شی چین را در میانه فرمانروایی دودمان تانگ ویران‌ساخت.
- ۷۸۵ (میلادی)؛ کشتیرانی چینیان در کرانه‌های خاوری آفاریقا.
- ۷۸۵-۸۰۵ (میلادی)؛ جیا دان گیتانگار چینی شرحی از یک فانوس دریایی بزرگ در خلیج فارس را نگاشت. یک سده پس از آن مسعودی و مقدسی نوشته او را تایید کردند.
- ۷۹۳ (میلادی)؛ وایکینگ‌ها خانقاه لیندیزفارن در شمال انگلستان را ویران‌کردند.
- ۷۹۴ (میلادی)؛ امپراتور کامو پایتخت ژاپن را به کیوتوی کنونی برد و دوره هئیان در این کشور آغازشد.

## یافته‌ها و نوآوری‌ها
- بهره‌گیری از خیش سنگین در دره راین.
- گردنه اسب در شمال اروپا به‌کارگرفته شد.
- عرب‌ها ساخت کاغذ را از چینیان آموختند.
- سراشیب تمدن مایا در دوره کلاسیک
- بهره‌گیری گسترده از نعل
- ساخت پاتاداکال
- یی ژینگ راهب بودایی چینی برای نخستین‌بار از مکانیزم ساعتگرد بهره‌برد.
- پیکت‌ها در اسکاتلند نخستین چنگ سه‌گوش را در اروپا ساختند.

## دهه‌ها و سال‌ها
‎

## منبع
- نویسندگان ویکی‌پدیای انگلیسی، 8th century. (نسخه ۱۲ ژوئیه ۲۰۰۷)

| هزاره | سده   | سده   | سده   | سده   | سده   | سده   | سده   | سده   | سده   | سده   |
| ----- | ----- | ----- | ----- | ----- | ----- | ----- | ----- | ----- | ----- | ----- |
| ۹ پ‌م: | ۹۰ پ‌م | ۸۹ پ‌م | ۸۸ پ‌م | ۸۷ پ‌م | ۸۶ پ‌م | ۸۵ پ‌م | ۸۴ پ‌م | ۸۳ پ‌م | ۸۲ پ‌م | ۸۱ پ‌م |
| ۸ پ‌م: | ۸۰ پ‌م | ۷۹ پ‌م | ۷۸ پ‌م | ۷۷ پ‌م | ۷۶ پ‌م | ۷۵ پ‌م | ۷۴ پ‌م | ۷۳ پ‌م | ۷۲ پ‌م | ۷۱ پ‌م |
| ۷ پ‌م: | ۷۰ پ‌م | ۶۹ پ‌م | ۶۸ پ‌م | ۶۷ پ‌م | ۶۶ پ‌م | ۶۵ پ‌م | ۶۴ پ‌م | ۶۳ پ‌م | ۶۲ پ‌م | ۶۱ پ‌م |
| ۶ پ‌م: | ۶۰ پ‌م | ۵۹ پ‌م | ۵۸ پ‌م | ۵۷ پ‌م | ۵۶ پ‌م | ۵۵ پ‌م | ۵۴ پ‌م | ۵۳ پ‌م | ۵۲ پ‌م | ۵۱ پ‌م |
| ۵ پ‌م: | ۵۰ پ‌م | ۴۹ پ‌م | ۴۸ پ‌م | ۴۷ پ‌م | ۴۶ پ‌م | ۴۵ پ‌م | ۴۴ پ‌م | ۴۳ پ‌م | ۴۲ پ‌م | ۴۱ پ‌م |
| ۴ پ‌م: | ۴۰ پ‌م | ۳۹ پ‌م | ۳۸ پ‌م | ۳۷ پ‌م | ۳۶ پ‌م | ۳۵ پ‌م | ۳۴ پ‌م | ۳۳ پ‌م | ۳۲ پ‌م | ۳۱ پ‌م |
| ۳ پ‌م: | ۳۰ پ‌م | ۲۹ پ‌م | ۲۸ پ‌م | ۲۷ پ‌م | ۲۶ پ‌م | ۲۵ پ‌م | ۲۴ پ‌م | ۲۳ پ‌م | ۲۲ پ‌م | ۲۱ پ‌م |
| ۲ پ‌م: | ۲۰ پ‌م | ۱۹ پ‌م | ۱۸ پ‌م | ۱۷ پ‌م | ۱۶ پ‌م | ۱۵ پ‌م | ۱۴ پ‌م | ۱۳ پ‌م | ۱۲ پ‌م | ۱۱ پ‌م |
| ۱ پ‌م: | ۱۰ پ‌م | ۹ پ‌م  | ۸ پ‌م  | ۷ پ‌م  | ۶ پ‌م  | ۵ پ‌م  | ۴ پ‌م  | ۳ پ‌م  | ۲ پ‌م  | ۱ پ‌م  |
| ۱:    | ۱     | ۲     | ۳     | ۴     | ۵     | ۶     | ۷     | ۸     | ۹     | ۱۰    |
| ۲:    | ۱۱    | ۱۲    | ۱۳    | ۱۴    | ۱۵    | ۱۶    | ۱۷    | ۱۸    | ۱۹    | ۲۰    |
| ۳:    | ۲۱    | ۲۲    | ۲۳    | ۲۴    | ۲۵    | ۲۶    | ۲۷    | ۲۸    | ۲۹    | ۳۰    |
| ۴:    | ۳۱    | ۳۲    | ۳۳    | ۳۴    | ۳۵    | ۳۶    | ۳۷    | ۳۸    | ۳۹    | ۴۰    |